# The Cool Death of Island Raiders
The Cool Death of Island Raiders ist das fünfte Studioalbum der Garage Rock-Band Thee Oh Sees. Es wurde am 7. März 2006 auf Narnack Records veröffentlicht. Es wurde unter dem Bandnamen The Ohsees veröffentlicht und ist das erste Album mit Bandmitglied Brigid Dawson. 
Das Album beinhaltet hauptsächlich Freak-Folk Songs, sowie zwei experimentalen "Drone"-Kompositionen.

## Kritiken
Nach der Veröffentlichung des Albums gab Cory D. Byrom von Pitchforks dem Album eine überwiegend negative Kritik und schrieb:"Dwyer's work here is a mess. He relies too heavily on the freak half of freak folk, burying the songs in grating arrangements and murky production."
("Dwyers Arbeit hier ist ein Chaos. Er verlässt sich zu sehr auf die Freak-Hälfte des Freak-Folk und vergräbt die Songs in kratzigen Arrangements und einer trüben Produktion.“)

## Titelliste
Vinyl-Pressungen haben Titel 1–5 auf Seite A, und Titel 6–11 auf Seite B.
| Nr.          | Titel              | Autor(en)       | Länge |
| ------------ | ------------------ | --------------- | ----- |
| 1.           | The Guilded Cunt   |                 | 2:43  |
| 2.           | The Dumb Drums     |                 | 2:29  |
| 3.           | Turn Offs          |                 | 2:04  |
| 4.           | Losers in the Sun  |                 | 2:24  |
| 5.           | Drone Number One   | Patrick Mullins | 5:02  |
| 6.           | Island Raiders     |                 | 4:05  |
| 7.           | Cool Deaths        |                 | 2:27  |
| 8.           | Broken Stems       |                 | 3:27  |
| 9.           | We Are Free        |                 | 4:14  |
| 10.          | Drone Number Two   | John Dwyer      | 4:54  |
| 11.          | You Oughta Go Home |                 | 2:25  |
| Gesamtlänge: | Gesamtlänge:       | Gesamtlänge:    | 36:14 |

## Mitwirkende

#### Thee Oh Sees
- John Dwyer - Gitarre, Gesang, Elektronik
- Patrick Mullins - Schlagzeug, Elektronik, Shakers, Singende Säge
- Brigid Dawson - Hintergrundgesang, "Tea and Biscuits"

#### Weitere Musiker
- Dave Sitek - Piano, E-Piano, Orgel
- Kyp Malone - Gitarre, Hintergrundgesang
- Darren Gardner - Violine
- Martin Perna - Saxophon

#### Tontechniker
- Dave Sitek - Produzent
- Kyp Malone - Produzent
- Chris Moore - Produzent
- Betty Edwards - Produzent
- Brooke Hamre Gilles - Produzent